# Photoactivated localization microscopy
Photoactivated localization microscopy (PALM) is een superresolutiefluorescentiemicroscopietechniek die het toelaat om fluorescerende moleculen in (biologische) stalen te lokaliseren met een resolutie die beter is dan de diffractielimiet.
Voor de uitvinding van deze techniek kreeg Eric Betzig in 2014 de Nobelprijs voor de Scheikunde.